# It's All True: Based on an Unfinished Film by Orson Welles
It's All True: Based on an Unfinished Film by Orson Welles (É Tudo Verdade, no Brasil) é um documentário estadunidense de 1993 sobre o filme inacabado de três partes de Orson Welles sobre a América Latina.  Foi dirigido por Richard Wilson, Myron Meisel e Bill Krohn.

## Sinopse
O documentário trata de uma obra não finalizada de Orson Welles. O filme abordaria a América do Sul e a parte descoberta era referente ao Brasil, em um episódio que se chamaria Jangadeiros.

## Elenco
- Manuel 'Jacare' Olimpio Meira	...	Ele mesmo
- Jeronimo André De Souza	...	Ele mesmo
- Raimundo 'Tata' Correia Lima	...	Ele mesmo
- Manuel 'Preto' Pereira da Silva	... Ele mesmo (como Manuel 'Preto' Pereira Da Silva)
- Jose Sobrinho	...	Ele mesmo
- Francisca Moreira da Silva	...	Ela mesma (como Francisca Moreira Da Silva)
- Miguel Ferrer	...	Narrador (voz)
- Carmen Miranda ...	Ela mesma (voz) (arquivo)
- Edmar Morel	Edmar Morel	...	Ele mesmo - Entrevistado
- Grande Otelo	...	Ele mesmo
- Orson Welles	...	Ele mesmo - Entrevistado (arquivo)